# Rom (Star Trek)
Rom è un personaggio immaginario dell'universo fantascientifico di Star Trek. Interpretato da Max Grodénchik, appare nella serie televisiva Star Trek: Deep Space Nine, nei videogiochi Star Trek Online e Star Trek Timelines, nella serie animata Star Trek: Lower Decks. Rom è un Ferengi che opera a bordo della stazione spaziale bajoriana Deep Space Nine, prima come barista, in seguito come ufficiale tecnico dell'esercito bajoriano, per venire infine insignito del titolo di Grande Nagus, la massima carica cui può aspirare un ferengi. È fratello di Quark, padre di Nog e marito di Leeta.

## Storia del personaggio
Nato su Ferenginar attorno alla metà degli anni 2330, Rom è figlio di Heldar e di Ishka ed è il fratello minore di Quark, per il quale lavora come barista sulla stazione spaziale Deep Space Nine.
Dalla sua prima moglie Prinadora ha avuto un figlio, Nog, che sarà il primo Ferengi ad arruolarsi nella Flotta Stellare.
Apparentemente sbadato e ingenuo da sembrare meno intelligente di suo fratello, nel corso degli anni si fa apprezzare da Miles O'Brien per le sue capacità in ingegneria: verrà infatti assunto come ingegnere addetto ai sistemi della stazione, prima lavorando nel turno di notte e, successivamente, nel turno di giorno.
È un Ferengi anomalo: non ricerca il profitto a tutti i costi e mostra interesse per l'etica e la struttura sociale della Federazione, la coesione familiare e il riconoscimento professionale: in effetti, la sua vita comincerà ad andare per il verso giusto non appena deciderà di smettere di emulare lo stile di vita di suo fratello. Si innamora della Bajoriana Leeta, una ragazza dabo del bar di Quark e quando, dopo aver superato la propria timidezza, si dichiara, scopre di essere ricambiato nel sentimento. Sposa Leeta poco prima che Deep Space Nine venga attaccata e occupata dalle forze del Dominio.
Nel 2375, quando il Grande Nagus Zek e la madre Ishka decidono di ritirarsi su Risa, il titolo di Grande Nagus viene assegnato a sorpresa a Rom, perché ritenuto la persona più adatta a governare Ferenginar nel suo periodo progressista, non mostrando l'avidità tipica della sua gente.

## Famiglia
Rom è fratello di Quark, che lo ritiene un incapace non all'altezza degli ideali ferengi, lavora come dipendente nel suo bar, sfruttato al pari degli altri dipendenti nonostante la parentela.
Rom si sposa una prima volta con la Ferengi Prinadora, da cui però divorzia, e dalla quale ha avuto il figlio Nog, che preferirà ai tipici interessi ferengi rivolti all'arricchimento il duro impegno di essere ammesso come cadetto all'Accademia della Flotta Stellare, divenendo così il primo Ferengi arruolato nella Flotta Stellare della Federazione.
In seguito Rom sposa Leeta, una ex ragazza Dabo bajoriana del bar di Quark, dopo la fine della di lei relazione con il dottor Julian Bashir.
Rom è figlio di Keldar e di Ishka, una donna anticonvenzionale che vive a Ferenginar e che rifiuta le imposizioni della cultura dei Ferengi, come non dover indossare degli abiti, svolgendo attività precluse alle donne, occupandosi di affari. La sua iniziativa e la sua spregiudicatezza attireranno gli interessi del Grande Nagus Zek, del quale diverrà amante. Rom è il figlio favorito di Ishka, che ne apprezza la dolcezza e le capacità che gli altri, Quark in primis, non riescono a vedere.

## Interpreti

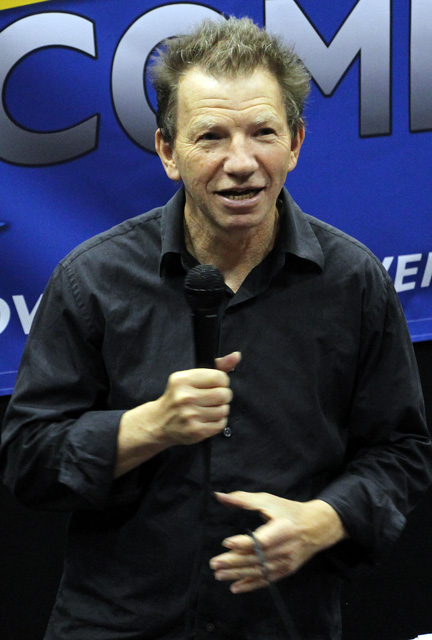
Max Grodénchik, interprete di Rom

Rom viene interpretato dall'attore statunitense Max Grodénchik, che lo impersona in 33 episodi della serie televisiva Star Trek: Deep Space Nine, dal 1993 al 1999, e gli presta inoltre la voce nel videogioco Star Trek Online (2010) e nell'episodio Il posto del cuore (Parth Ferengi's Heart Place, 2023) della quarta stagione della serie animata Star Trek: Lower Decks.
Oltre a Rom, Grodénchik ha interpretato anche il Ferengi Sovak, nell'episodio Le vacanze del capitano (Captain's Holiday, 1990), della serie televisiva Star Trek: The Next Generation; il Ferenghi Par Lenor nell'episodio La donna perfetta (The Perfect Mate, 1992), sempre di The Next Generation; Gint, il primo Grande Nagus dei Ferengi, autore delle Regole dell'Acquisizione, nell'episodio Parti del corpo (Body Parts, 1996) di Deep Space Nine; un Trill anonimo in una scena cancellata del film Star Trek - L'insurrezione (Star Trek: Insurrection, 1998); un anonimo ologramma in una storia olografica del dottor Bashir nel doppio episodio Quel che si lascia (What You Leave Behind, 1999) di Deep Space Nine.
Nell'edizione in lingua italiana della serie televisiva Deep Space Nine, Rom viene doppiato da Mino Caprio.

## Filmografia
- Star Trek: Deep Space Nine - serie televisiva, 33 episodi (1993-1999)
- Star Trek: Lower Decks - serie animata, episodio 4x06 (2023)

## Libri (parziale)

### Romanzi
- (EN) Greg Cox e John Gregory Betancourt, Devil in the Sky, collana Star Trek: Deep Space Nine, n. 11, New York, Pocket Books, 1995, ISBN 0671881140.
- (EN) Dean Wesley Smith e Kristine Kathryn Rusch, Vectors, collana Star Trek: The Next Generation: Double Helix, n. 2, New York, Pocket Books, 1999, ISBN 0671032569.

## Videogiochi
- Star Trek Online (2010)
- Star Trek Timelines (2020)